# توربین برزوزوا
توربین برزوزوا (به لاتین: Turobin-Brzozowa) یک منطقهٔ مسکونی در لهستان است که در Gmina Stary Lubotyń واقع شده‌است.